# Conus sugimotonis whiteheadae
Conus sugimotonis whiteheadae is een ondersoort van de zeeslakkensoort Conus sugimotonis, uit het geslacht Conus. De slak behoort tot de familie Conidae. Conus sugimotonis whiteheadae werd in 1985 beschreven door da Motta. Net zoals alle soorten binnen het geslacht Conus zijn deze slakken roofzuchtig en giftig. Zij bezitten een harpoenachtige structuur waarmee ze hun prooi kunnen steken en verlammen.